# Mème Internet
Pour les articles homonymes, voir Meme (homonymie).

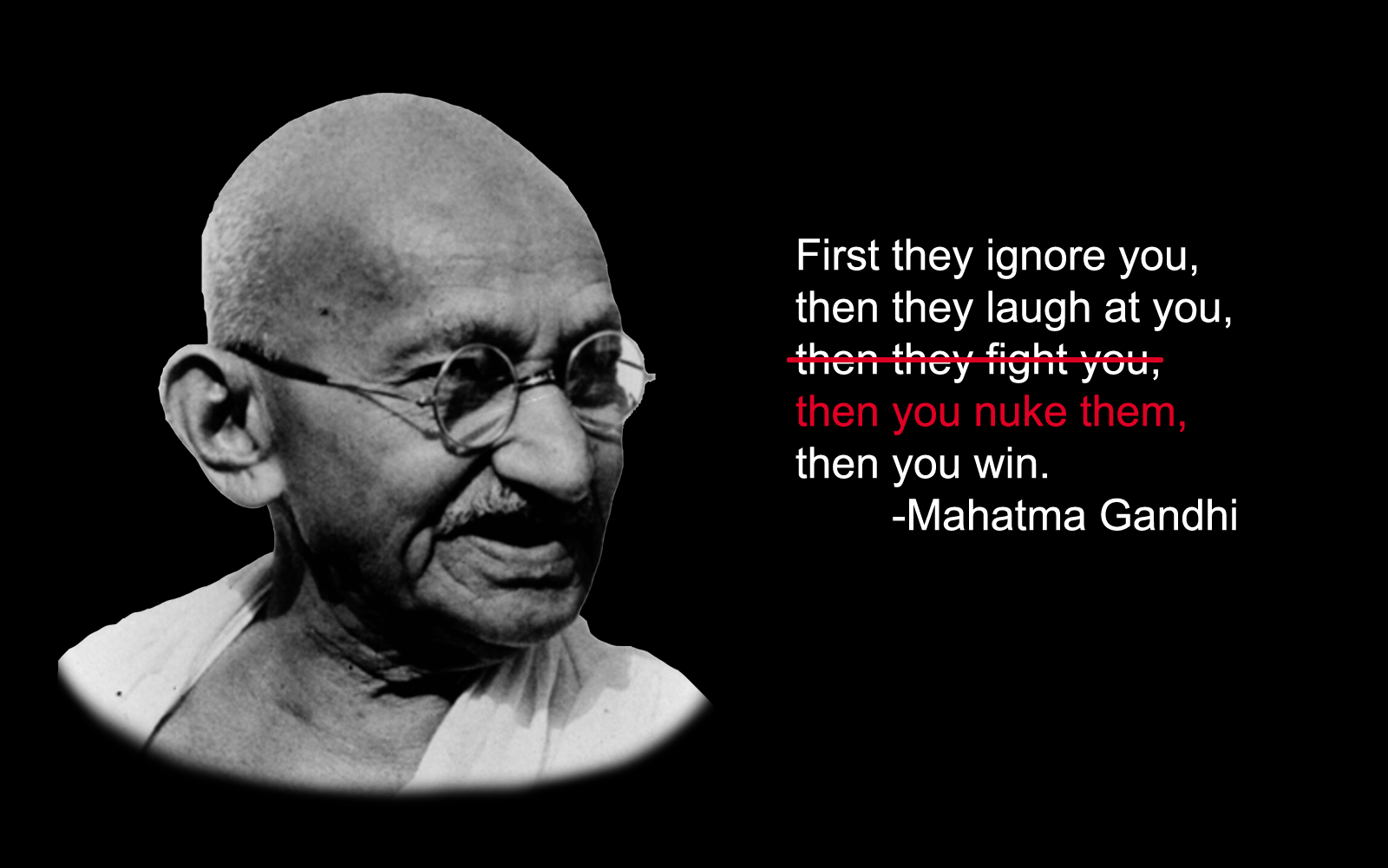
Nuclear Gandhi, exemple de mème Internet.

Un mème Internet, est un élément ou un phénomène repris et décliné en masse sur Internet. Il prend souvent la forme d'une photo avec ou sans légende, d'une vidéo, d'une phrase, d'un mot, d'un gif animé, d'un son, d'une musique, d'un personnage fictif ou réel ou d'une communauté. Le terme est une francisation de l'anglais « Internet meme ». Il se prononce /mɛm/ en français et /miːm/ en anglais. D'après l'Oxford English Dictionary, un meme, au sens général, est un élément culturel ou comportemental qui se transmet d'un individu à l'autre par imitation ou par d'autres moyens non génétiques.

## Étymologie
Le terme de « mème », « meme » sans l'accent grave dans l'original anglais, est proposé pour la première fois par Richard Dawkins dans Le Gène égoïste (1976) par déformation du terme mimesis (« imitation », en grec ancien) par analogie avec le mot gène ainsi que le mot français « même ». Selon Dawkins, dans le domaine mental, les mèmes sont des réplicateurs, comparables à ce titre aux gènes, mais responsables de l'évolution de certains comportements animaux et des cultures.
En 1996, une image informatique représentant un nourrisson dansant sur un fond noir est rapidement partagée sur le Web. Ce gif animé est souvent considéré comme l'un des premiers mèmes Internet. Il est connu dans les communautés de mèmeurs sous les noms de Dancing baby (le plus courant), de Baby Cha-Cha ou de Oogachacka Baby.
Limor Shifman, dans son article Memes in a Digital World: Reconciling with a Conceptual Troublemaker, affirme  que le mot meme vient aussi du grec ancien mimema, qui veut dire « quelque chose qui est imité ».

## Description
Dans sa forme la plus sommaire, un mème Internet est une idée ou un concept simple, propagé à travers le web. Cette idée peut prendre la forme d'un hyperlien, d'une vidéo, d'un site Internet, d'une image, d'un hashtag, d'un personnage récurrent, d'un GIF ou simplement d'une phrase ou d'un mot. Ce mème peut être propagé par plusieurs personnes par le biais de réseaux sociaux (par exemple via les neurchis sur Facebook, ou les hashtags sur Twitter), de blogs, de messageries instantanées, d'actualité, et autres services Internet.
Il peut parfois changer avec le temps, par hasard ou du fait d'un commentaire, d'imitations ou d'une parodie. Les mèmes Internet peuvent évoluer et très vite se répandre sur Internet de manière virale, atteignant souvent une popularité mondiale et disparaissant quelques jours après leur publication. Ils sont répandus par les internautes, volontairement, et par pair-à-pair, plutôt que de manière prédéterminée et automatique. Le mème désigne ainsi des unités d'informations échangeables et autoréplicables qui constituent, lorsqu'elles sont rassemblées, un mèmeplexe. La survie de ces unités dépend de la transmission de l'information par imitation entre individus.
L'élément humoristique est un facteur très important pour les mèmes mais pas forcément nécessaire. Une communication décalée par rapport à un contexte en combinaison avec des images est bien souvent la base des mèmes sur Internet. Chaque membre de la communauté cherche à se faire une place en introduisant ou modifiant des mèmes. L'imitation entre pairs induit implicitement une compétition créative pour se faire remarquer et engendrer collectivement le buzz.
Leur croissance et leur impact rapide ont attiré l'attention de chercheurs et des industriels. En théorie, les chercheurs déterminent quels sont les mèmes les plus populaires qui pourront rester le plus longtemps sur Internet. Commercialement, ils sont utilisés en tant que marketing viral, aperçus comme publicités de masse. La communauté virtuelle (exemples : TED Talks, Digg) a assimilé ce thème pour encourager la génération et la popularité de célèbres mèmes.
L'interprétation d'un mème, lorsqu'il s'agit d'une image comprise dans un contexte de divertissement destiné à un large public, utilise des codes sémiotiques très simples comme l'hyper-intelligibilité et l'expressivité faciale. Le spectateur fait ainsi appel à des outils sociaux préexistants, contrairement à un savoir qui serait propre à l'image. L'adaptation à ces mécanismes cognitifs forme une culture visuelle autonome.
Exemples de mèmes sous forme d'image macro (certains utilisent la police de caractères Impact) :

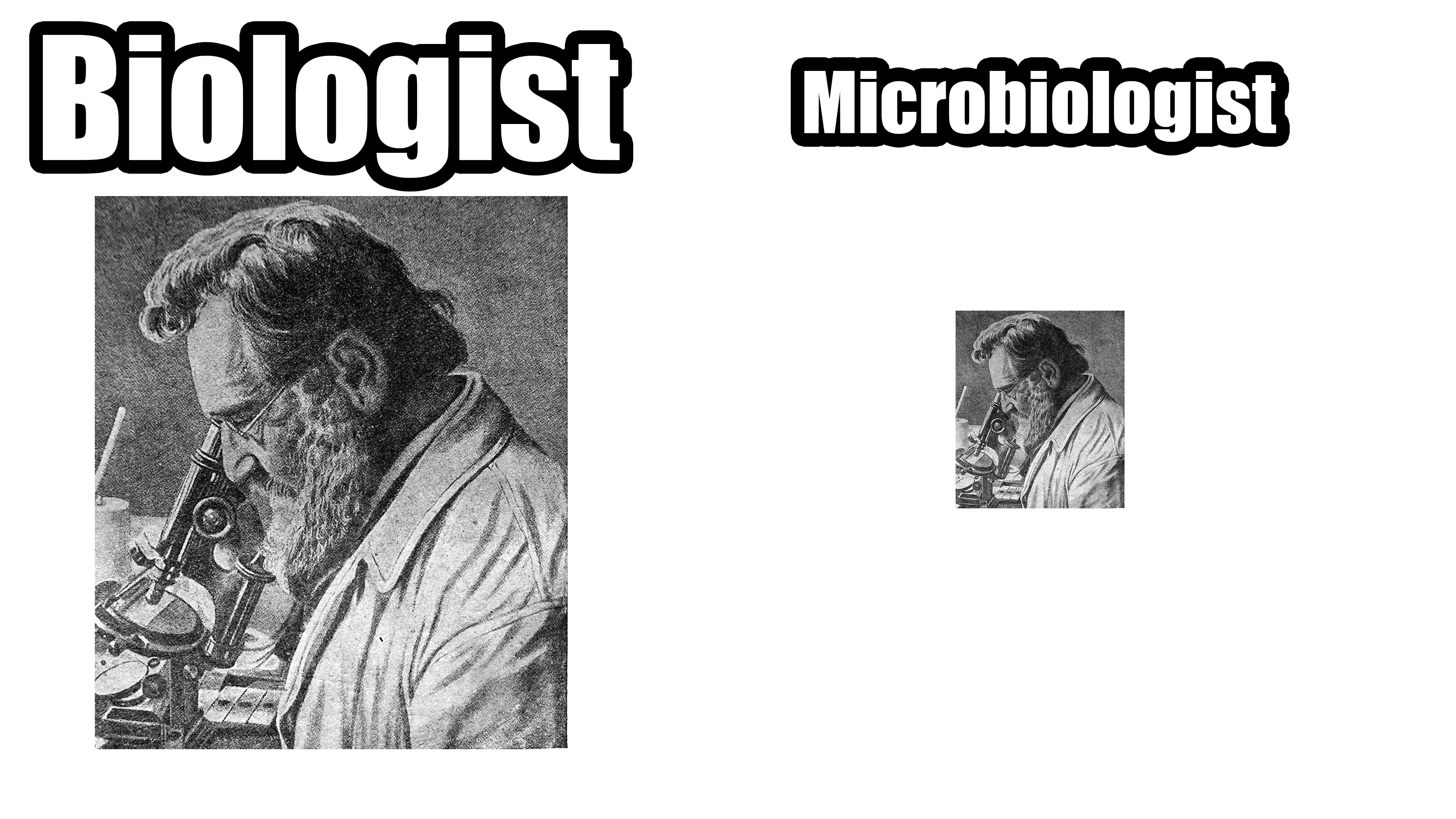
Mème en anglais (2021)
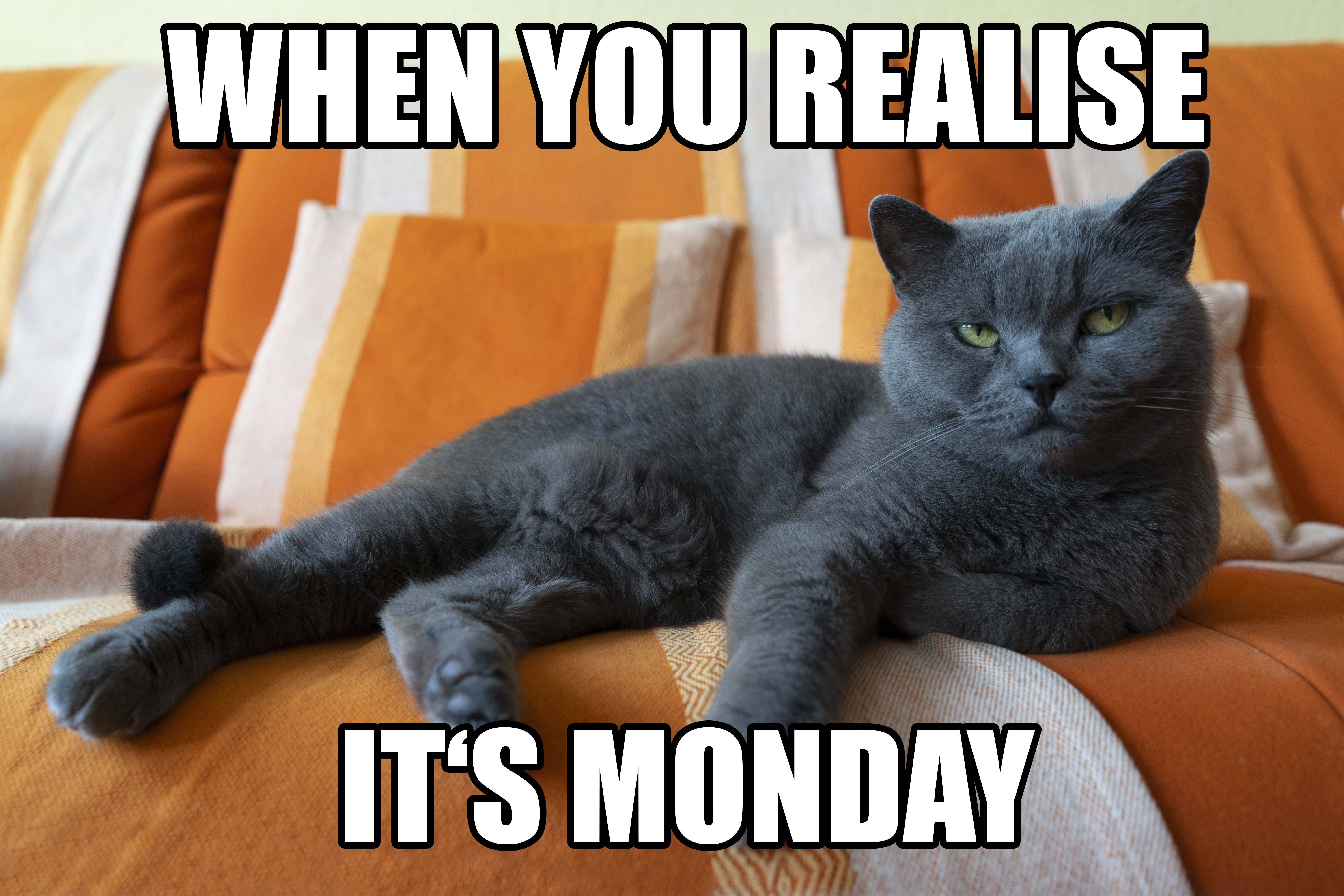
Mème en anglais (2020)
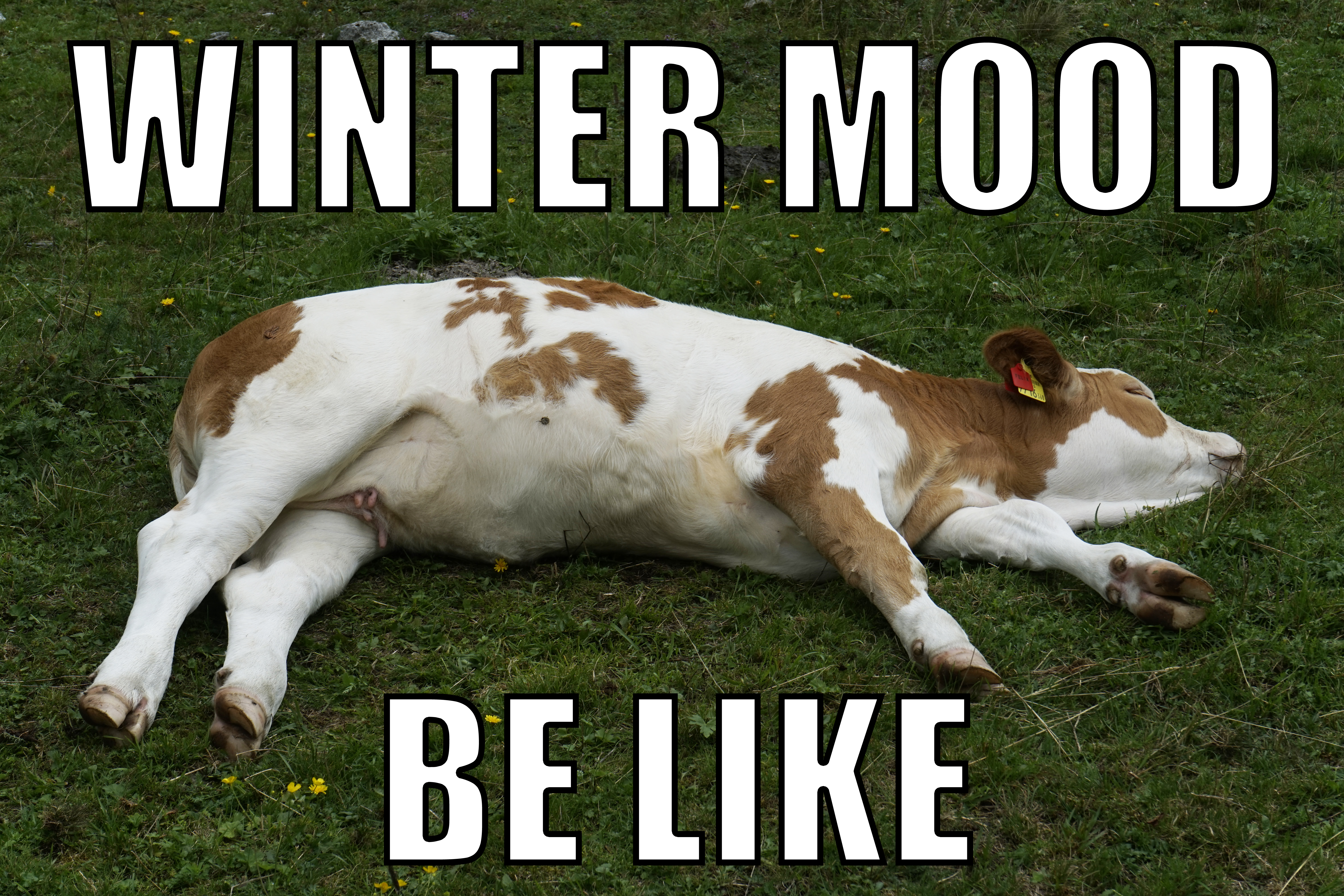
Mème en anglais (2020)
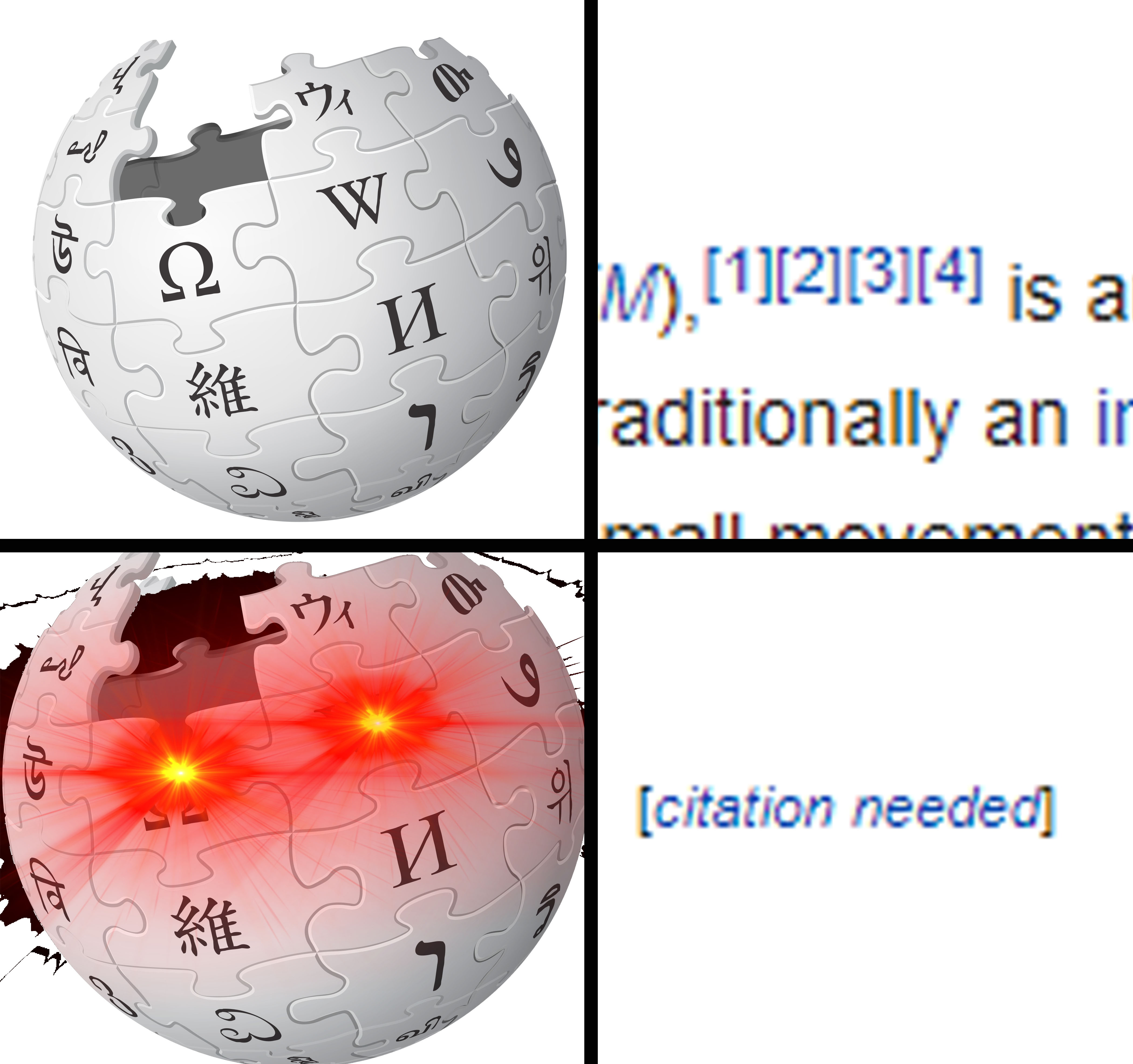
Meme sur Wikipédia (2019)

## Types et utilisations

### Un nouveau langage numérique
Les officines de relations publiques, les publicitaires et les commerçants ont adopté les mèmes Internet sous la forme de marketing viral ou de « guérilla marketing », essayant ainsi de créer un « buzz » pour promouvoir un produit ou service.
Certains publicitaires utilisent les mèmes Internet pour créer un intérêt pour des films qui, autrement, ne bénéficieraient d'aucune publicité positive auprès du public. Le film de 2006 Des serpents dans l'avion (Snakes on a Plane) a bénéficié de plus de publicité grâce à cette méthode. Utilisé dans le contexte des relations publiques, le terme mème serait plus perçu comme étant un « buzzword » plutôt qu'un propre mème Internet.
D'après le maître de conférences Étienne Candel, ces appropriations des productions culturelles engendrent une lexicalisation du mème. C'est-à-dire que son usage fait apparaître une nouvelle strate à la structure de notre langage. Certains internautes utilisent des mèmes pour appuyer leurs convictions sur des blogs ou lors de discussions. Quelques sites web personnels, par exemple, sont à l'origine de mèmes Internet bien connus.
Pour Albin Wagener, linguiste spécialisé dans l'analyse de discours numériques, chercheur associé à l'INALCO (PLIDAM) et au laboratoire PREFics, à l'université Rennes-II, les mèmes (y compris leur forme en gifs) procèdent d'une nouvelle forme de narrativité permise par la nature même des réseaux sociaux et constituent un nouveau langage numérique qui modifie la manière de communiquer au sein des relations sociales. En ce sens, ils invitent à produire une analyse renouvelée de la sémiotique numérique et nous  questionnent sur l'importance de l'hypernarrativité,.

### Dans le monde politique
Pouvant être envisagés comme une forme moderne d'activisme en ligne, les mèmes politiques « […] servent à faire état d'une opinion, à participer au débat normatif sur comment le monde devrait fonctionner, et sur la meilleure façon d'atteindre cet idéal. » Ils sont réalisés à l'aide des mêmes outils que le sont les autres mèmes, ils sont diffusés sur les mêmes plateformes et possèdent le même objectif, soit de faire rire ou de se moquer. Ils abordent des questions politiques en reprenant et répétant une image donnée, ainsi qu'en employant un ton ironique, pouvant déborder dans le cynisme et la dénonciation. Pouvant être considérés comme de la propagande grise, lorsque basés sur des faits réels, les mèmes à saveur politique naissent généralement d'un citoyen cherchant à ridiculiser ou se moquer du pouvoir mais ils peuvent également être le fruit de l'équipe de communication d'un parti politique ou d'un candidat/élu. Des mèmes attribuant faussement des propos à des groupes ou à des individus politiques (propagande noire) peuvent se retrouver sur les réseaux sociaux. Il faut donc savoir différencier, comme dans le cas d'une nouvelle, ce qui est vrai (basé sur un fait) de ce qui est faux (inventé de toutes pièces).

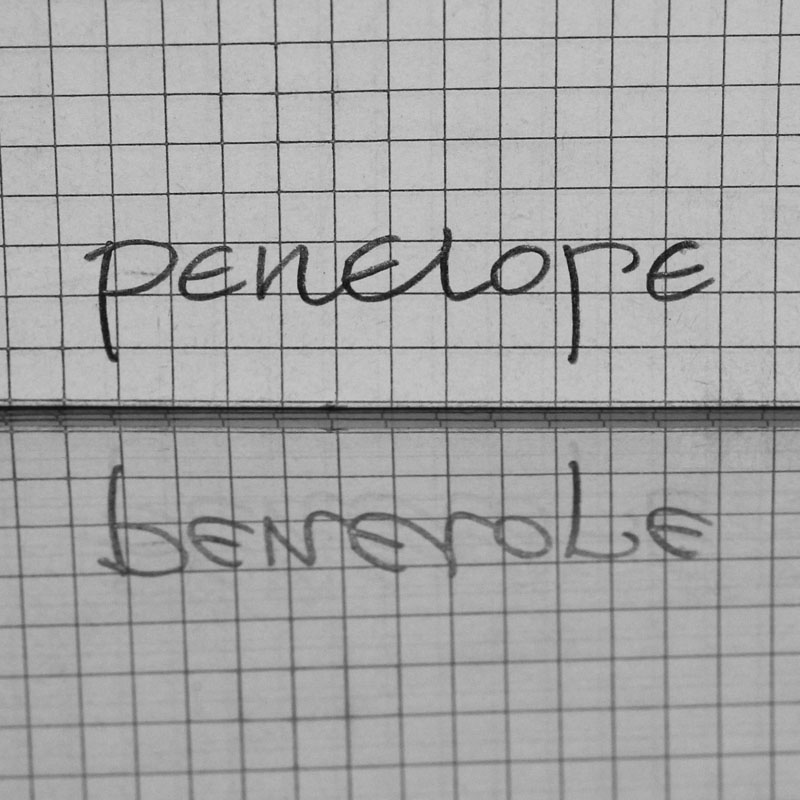
Exemple de mème internet : miroir ambigramme Penelope / bénévole doublement lisible par symétrie d'axe horizontal. Partagée des dizaines de milliers de fois sur les réseaux sociaux, cette photo a fait le (bad) buzz de Penelope Fillon dès le lendemain de sa diffusion sur Wikimedia Commons, par plusieurs médias français, belges et suisses, le 6 février 2017.

On voue à ces mèmes trois fonctions qui leur sont propres. Celles-ci peuvent s'entremêler entre elles mais il est également possible de n'en retrouver qu'une pour expliquer l'existence d'un mème donné. La première d'entre elles est l'utilisation des mèmes abordant la politique comme forme de persuasion ou comme « plaidoyer politique ». Il s'agirait par exemple qu'un individu (associé à un camp politique ou non) crée un mème dénonçant ou approuvant les actions ou les idées d'un parti politique ou de l'un de ses membres dans le but de respectivement dissuader ou convaincre un électorat de voter pour le parti ou le candidat dont il est question. La seconde fonction des mèmes politiques est de devenir une action populaire dans le but précis d'alimenter un mouvement ou une cause populaire. Les mèmes concernant le mouvement de masse Kony 2012 en sont un bon exemple. La troisième fonction est la création de mèmes politiques comme mode d'expression et de discussion publique. C'est le mème politique sous sa forme la plus « simple ». Ils sont facilement accessibles au grand public et permettent facilement de communiquer une opinion politique personnelle. Ils permettent de se positionner pour ou contre une situation faisant l'objet d'un débat public. Ces mèmes n'ont pas toujours un agenda humoristique.
Les mèmes n'ont pas de « famille » politique. On en retrouve donc qui défendent ou qui dénoncent la gauche et d'autres la droite. Au Canada par exemple, le débat sur les enjeux du réchauffement climatique est majeur pour la gauche, alors que pour la droite, l'immigration retient principalement l'attention.
Le quotidien américain International Business Times a mis en ligne sur YouTube un reportage à but instructif traitant de ce que sont les mèmes politiques et sur l'influence qu'ils ont sur le monde politique moderne. Cette vidéo défend l'idée qu'approximativement 60 % des milléniaux américains consomment leurs nouvelles à partir des réseaux sociaux tels que Facebook et Twitter, délaissant les médias traditionnels. Tape-à-l’œil, excitants, amusants, rapides à consommer, sont des caractéristiques attribuées au mèmes. On dit de celles-ci qu’elles sont les raisons pour lesquelles les gens remarquent davantage les mèmes au détriment des nouvelles issues de quotidiens et de journaux.
À l’ère des réseaux sociaux et de la technologie, les citoyens sont de plus en plus invités à non seulement participer aux campagnes électorales mais également à la production de l’information sur l’actualité d’ordre politique. Cela prend nécessairement les mèmes d’intérêt politique en compte. À cet effet, bien que les mêmes politiques permettent une certaine liberté d’expression et créent un intérêt pour la politique chez ceux qui les consomment, ils peuvent également créer un « faux sens » d’action politique. Par leur nature humoristique, ces mèmes peuvent contribuer à déconstruire l’importance des enjeux et des débats politiques.
Walid Kechida, jeune internaute algérien et militant du Hirak a été condamné le 4 janvier 2021 à trois ans de prison ferme pour avoir publié sur Facebook des mèmes moquant les autorités notamment le président Abdelmadjid Tebboune et la religion. Ce verdict sévère, assorti d’une amende de 500 000 dinars (3 000 euros), a été confirmé à l’Agence France-Presse par ses avocats. Le parquet de Sétif (Nord-Est) avait requis cinq ans de prison contre M. Kechida, 25 ans, accusé d’« offense au président », « aux préceptes de l’islam » et d’« outrage à corps constitué » . Le militant, connu de la jeunesse de Sétif, est resté en détention provisoire pendant neuf mois. Lors de son procès en appel le 31 janvier 2021, sa peine a été réduite à 1 an de prison dont 6 mois ferme et 30 000 dinars (180 euros), lui permettant de quitter la prison.
La Russie censure les mèmes affichant le président russe Vladimir Poutine, comme Wide Putin ou des photos torse nu du président.

## Analyse et compréhension
Le chercheur en sciences humaines et sociales André Gunthert propose une méthode d'analyse narrative des images sociales (dont le mème fait partie) en s'appuyant davantage sur le récit qu'elles comportent (explicite ou non) plutôt que sur leur iconographie, bien que ces deux éléments ne puissent être dissociés pendant l'analyse.
Il s'agirait de :
1. rechercher la signification dans l'énoncé ou le contexte du mème ;
2. effectuer une synthèse du message de la proposition visuelle ;
3. se remémorer le message par l'exposition à l'image (lorsque le mème en est une).

En résumé, il faudrait effectuer une synthèse « mnémotechnique » et donc faire appel au récit auquel le mème renvoie grâce au processus elliptique.
Le mème relève d'une logique industrielle qui n'accorde que peu d'intérêt aux informations relatives à sa création. « En effet, leur absence participe de l'appropriation de l'image et des remédiations qui s'ensuivent, mais également de leur circulation ». Leur appréhension et utilisation relèvent d'un savoir vernaculaire. L'individu qui observe un mème n'établit pas de signification uniquement en déchiffrant ses signes, ses symboles mais constitue aussi le sens de la narration grâce à « ses propres moyens », donc grâce à son vécu. Il s'agit d'une « co-construction » de signification.

## Mèmes ettemplatescélèbres
El Risitas

#### Ouvrages
- Albin Wagener, Mèmologie : Théorie postdigitale des mèmes, UGA Éditions, coll. « Humanités et médialités », 14 juin 2022 (ISBN 978-2-37747-376-2, lire en ligne).
- François Jost, Du pareil au mème, Bruxelles, Degrés, 2020 (ISSN 0770-8378), pp. c-c 25.
- François Jost, Est-ce que tu mèmes?De la parodie à la pandémie numérique, Paris, CNRS Éditions, 2022 (ISBN 978-2-271-13956-6), pp. 228.
- Julien Évrard (ill. Yurie Lottie), Cinquante icônes du net à connaître pour vous la péter dans les soirées mondaines, Rennes, VoxMakers, 2016, 80 p. (ISBN 978-2-9559992-0-2).

#### Articles de presse
- Astrid Girardeau, « Il "mème" un peu, beaucoup… », Libération,‎ 12 avril 2008 (lire en ligne).
- Fernanda Arreola et Albin Wagener, « Mèmes et GIFS, moins futiles qu’on ne le pense », The Conversation,‎ 6 février 2019 (lire en ligne).
- Albin Wagener, « Sco pa tu manaa, le premier "mème de l'été" que personne ne comprend », Marianne,‎ 9 août 2018 (lire en ligne).